# ダイアナ・ゴールデン
ダイアナ・ゴールデン・ブロスニハン（英語: Diana Golden Brosnihan、1963年3月20日 ‐ 2001年8月25日）は、アメリカ合衆国の障害者スキー選手。

## 生涯
12歳の時の冬にスキーをしている途中に右足にがんの一種である骨肉腫を発症、病院に運ばれ太腿から下を切断することになる。その後は片足のスキー選手として全米の障害者スキー選手権で19回の優勝、世界大会でも10回の優勝を1986年から1990年の間に成し遂げている。
1980年のヤイロパラリンピックではパラリンピックに初出場したが、メダル獲得はならなかった。1988年には2度目のパラリンピックとなるインスブルックパラリンピックに出場し、ダウンヒルと大回転でそれぞれ金メダルを獲得している。また、1988年カルガリーオリンピックで公開競技となった障害者スキーに出場し、大回転の種目で優勝し金メダルを獲得している。オリンピックに出場したのちは彼女は積極的に健常者の大会にも出場しており、優勝こそできなかったものの彼女の活躍より、全米スキー協会は障害をもった人物でも健常者の大会に出場できるようにルール改正を行うことになった。このことは彼女の名前より、「ゴールデンルール」と呼ばれることになった。
しかし、29歳の時に再びがんを発症、乳がんに侵されていた片乳房を切除、後にもう片方の乳房にもがんが見つかり両乳房を切除することになった。更にがんが子宮にも転移しているのが見つかり、子宮までも切除することになる。がんによって体中を蝕まれていた彼女は余命わずか5年と宣告され、睡眠薬を飲んで自殺を図ったものの失敗し一命を取り留めた。
1996年に当時住んでいたコロラド州より、メイン州のポートランドへと移り住み、詩を書いたり、自然と触れ合ったりして2頭の犬ミッドナイトサンとチャンスとともに暮らした。ある時、偶然参加したロードアイランド州のニューポートでのハロウィンパーティで、ダートマス大学時代からの友人であったスティーブと再会をはたした。スティーブは大学時代に彼女に何度も声をかけたが彼女は全く覚えていなかった。2人はデートを重ね、1997年8月に結婚した。結婚から4年たった2001年8月25日、夫に見守られる中で息を引き取った。
2006年、全米オリンピック協会により、彼女のアメリカオリンピック殿堂入りが発表された。